# برزشناسی
برزشناسی به علوم و فناوری برای استفاده از گیاهان به منظور ایجاد غذا و سوخت گفته می‌شود. برزشناسی شامل کار در زمینه‌های ژنتیک گیاهی، فیزیولوژی گیاهی، هواشناسی و علم خاک است. برزشناس‌ها امروزه بیشتر در زمینهٔ تولید غذای سالم، مدیریت اثرات زیست‌محیطی زراعت و تولید انرژی از گیاهان می‌پردازند.

## بوم‌شناسی کشاورزی
بوم‌شناسی کشاورزی یا اگروکولوژی، مدیریت سیستم‌های کشاورزی است با تأکید بر کاربردهای اکولوژیکی و زیست‌محیطی. این موضوع از نزدیک مرتبط است با کار برای کشاورزی پایدار، کشاورزی ارگانیک، و سیستم‌های غذایی جایگزین و توسعه سیستم‌های کشت جایگزین.

## مدل‌سازی نظری
تولید نظری اکولوژی عبارت است از مطالعه رشد کمی محصولات زراعی. گیاه به عنوان نوعی کارخانه بیولوژیکی در نظر گرفته می‌شود که نور، دی‌اکسید کربن، آب و مواد مغذی را به محصولات قابل‌برداشت تبدیل می‌کند. پارامترهای اصلی در نظر گرفته شده عبارتند از: دما، نور خورشید، زیست‌توده گیاهی ایستاده، توزیع تولید گیاه، و مواد مغذی و تأمین آب.